# Arros-de-Nay
Arros-de-Nay ist eine französische Gemeinde mit 816 Einwohnern (Stand 1. Januar 2022) im Département Pyrénées-Atlantiques in der Region Nouvelle-Aquitaine. Die Gemeinde gehört zum Arrondissement Pau und zum Kanton Ouzom, Gave et Rives du Neez (bis 2015: Kanton Nay-Ouest).
Die Einwohner werden Arrosiens oder Arrosiennes genannt. Der Name in der gascognischen Sprache lautet Arròs-de-Nai.

## Geographie
Arros-de-Nay liegt zwischen dem linken Ufer des Gave de Pau und bewaldeten Hügeln ca. 15 km südöstlich und damit im näheren Umland von Pau im Béarn.
Umgeben wird der Ort von den Nachbargemeinden:
|                             | Saint-Abit Boeil-Bezing                     |       |
| Haut-de-Bosdarros Bosdarros | Kompassrose, die auf Nachbargemeinden zeigt | Nay   |
| Bruges-Capbis-Mifaget       |                                             | Asson |

Arros-de-Nay liegt im Einzugsgebiet des Adours und wird durchquert vom Canal de l’Escourre im Nordosten, außerdem von einem Zufluss des Gave de Pau, dem Luz und dessen Zuflüssen Luz de Casalis und Petit Béez, der im Ortsgebiet entspringt.

## Geschichte
Paul Raymond, Archivar und Historiker des 19. Jahrhunderts, notierte die erstmalige Erwähnung von Arros-de-Nay als Arrosium im Jahre 1100 im Kopialbuch von Mifaget, im 12. Jahrhundert in Pierre de Marcas Buch Histoire de Béarn in den Formen Arrode und Rode. Bei einem Zensus im Jahr 1385 wurden 44 Haushalte gezählt und vermerkt, dass der Ort in der Bailliage von Pau liegt. Arros und Bosdarros (Wald von Arros) bildeten das siebte der zwölf Baronaten des Béarn. 1549 wurden 46 Haushalte gezählt.
Bernard d’Arros ergriff Partei für Jeanne d’Albret, Königin von Navarra, als diese im 16. Jahrhundert zum Protestantismus konvertierte. Als Hauptmann ihrer Armee war er 1569 daran beteiligt, die von gegnerischen Truppen belagerte Zitadelle von Navarrenx zu verteidigen, bis eine protestantische Entsatzarmee eintraf. Die Königin selbst befand sich in Navarennx zu diesem Zeitpunkt.
Der Familienname verschwand, als im Jahre 1589 die Enkelin von Bernard d’Arros Pierre de Gontaut-Biron heiratete. Diese Familie verlor ihren Titel im Jahre 1671 an die Familie Espalungue, die ihn bis zur Französischen Revolution behielt.
1932 beschloss der Präfekt des Départements, den Namen des Hauptsitzes des damaligen Kantons, Nay, an den Ortsnamen hinzuzufügen, um eine Verwechslung mit der Gemeinde Arros, heute Asasp-Arros, im Arrondissement Oloron-Sainte-Marie, auszuschließen.

### Wappen

Wappen von Arros-de-Nay

Die fünf Rauten repräsentieren die fünf Ortsteile: die Ortsmitte, Moun de Rey, Bois de Bié, Les Labassères, le Petit Hameau.

### Einwohnerentwicklung
Die Einwohnerzahl von über 1100 in der Mitte des 19. Jahrhunderts hat bis zu den 1970er-Jahren stetig abgenommen und ungefähr halbiert. Seitdem hat sie um mehr als 40 % zugenommen.
| Jahr      | 1962 | 1968 | 1975 | 1982 | 1990 | 1999 | 2006 | 2009 | 2014 |
| --------- | ---- | ---- | ---- | ---- | ---- | ---- | ---- | ---- | ---- |
| Einwohner | 605  | 582  | 681  | 816  | 817  | 728  | 728  | 766  | 821  |

## Sehenswürdigkeiten

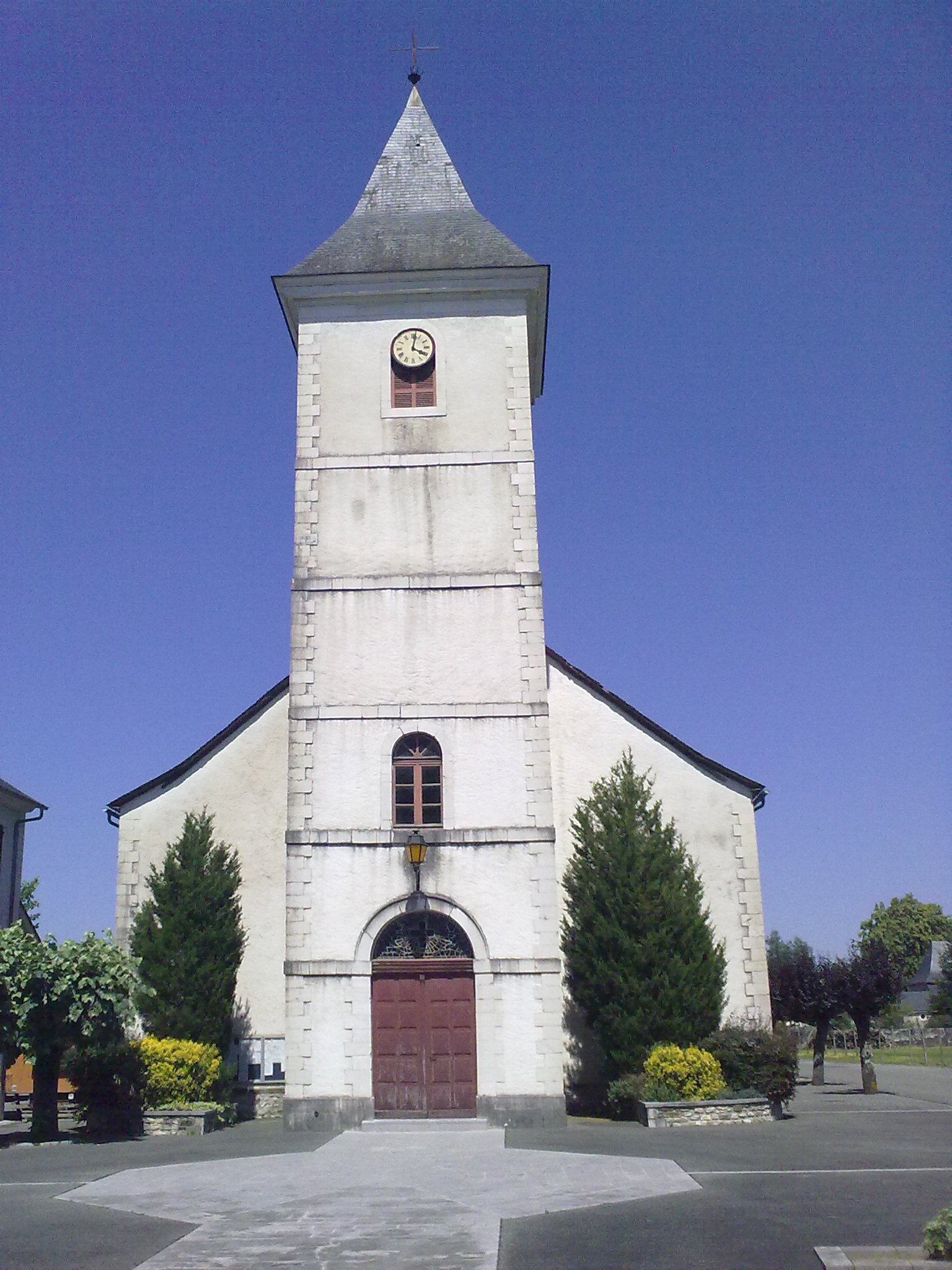
Kirche Saint-Jacques-le-Majeur

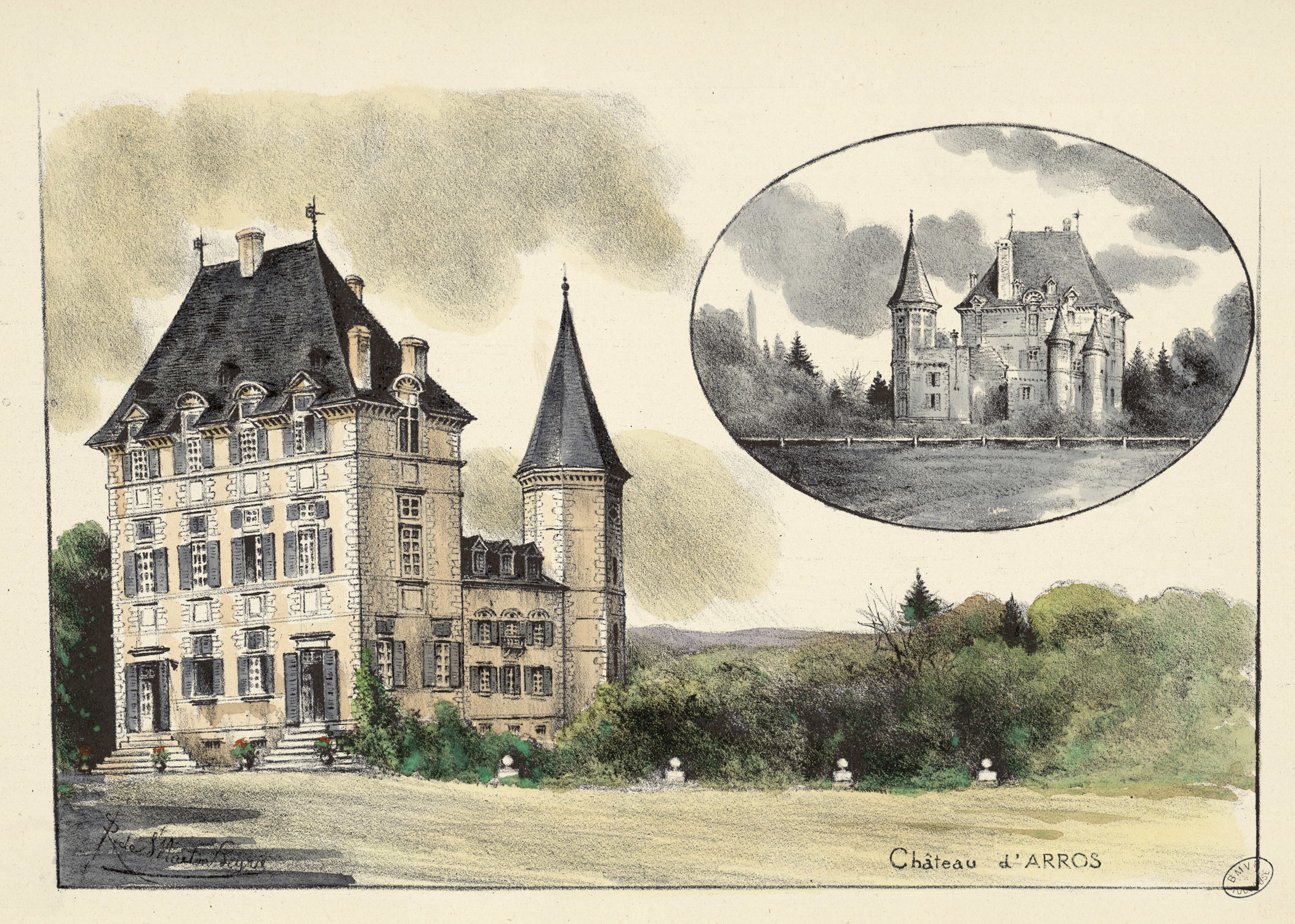
Schloss, Lithographie von René Ancely (1926)

- Kirche Saint-Jacques-le-Majeur, gewidmet Jakobus dem Älteren. Die ursprüngliche Kirche befand sich im Schlosspark. Die heutige Kirche ist 1835 an einer anderen Stelle zu einer Zeit gebaut worden, als Frankreich eine Welle des Baus oder Wiederaufbaus von Gotteshäusern erfuhr.  1863 wurde die Ausstattung der heutigen Kirche realisiert, um 1900 und 1958 Glasfenster eingearbeitet. Im Chor des dreischiffigen Kirchengebäudes sind zwei Gemälde angebracht, die das Abendmahl Jesu und die Kreuzabnahme darstellen. Es handelt sich um Werke des lokalen Künstlers  Léon Subercaze aus dem 19. Jahrhundert.[10][6]
- Schloss von Arros. Das Schloss befindet sich inmitten eines Parks, der vom Luz durchströmt wird. Der Haupttrakt datiert vom 16. Jahrhundert. Er wird flankiert von zwei Seitenflügeln, eines aus dem 18. Jahrhundert, eingerahmt von zwei kleinen Türmen auf den Resten des ersten Schlosses und eines aus dem 18. Jahrhundert abgeschlossen mit einem weiteren Turm. Das dreigeschossige Hauptgebäude ist aus Steinen des örtlichen Steinbruchs erbaut und ist durch ein hohes, steil abfallendes Schieferdach gedeckt. Auf dem Innenhof befindet sich der Taubenschlag. Der Besitz eines solchen Bauwerks war generell ein äußerliches Zeichen der Privilegien eines Lehnsherren. Dieser Taubenschlag ist der größte im Béarn mit einem Durchmesser von 8 m und mehr als 880 Nistlöchern. Die Anzahl der Nistlöcher repräsentierte stets die Größe des Besitzes.[6]
- Quelle der Feen. Zahlreiche Dörfer im Béarn bewahren „Wunderquellen“, deren Wasser nach Volksglauben heilende Kräfte besitzt. Die Wunderquelle von Arros-de-Nay wird „Quelle der Feen“ genannt und ist bekannt als Mittel gegen Keuchhusten. Der Zeitpunkt der Errichtung des kreisrunden Steinbeckens ist im Laufe der Zeit in Vergessenheit geraten.[11]

## Wirtschaft und Infrastruktur
Der Schwerpunkt der Wirtschaft von Arros-de-Nay ist der Handels- und Dienstleistungssektor.
Der traditionelle Agrarsektor ist allerdings weiter vertreten. Arros-de-Nay liegt in der Zone AOC des Ossau-Iraty, ein traditionell hergestellter Schnittkäse aus Schafmilch.

### Verkehr
Arros-de-Nay ist angeschlossen an die Routes départementales 37, 287, 288, 387, 388 und 936 (ehemalige Route nationale 636) und über eine Linie des Busnetzes Transports 64 mit Pau und anderen Gemeinden des Départements verbunden.